# Vila Rica (Mato Grosso)

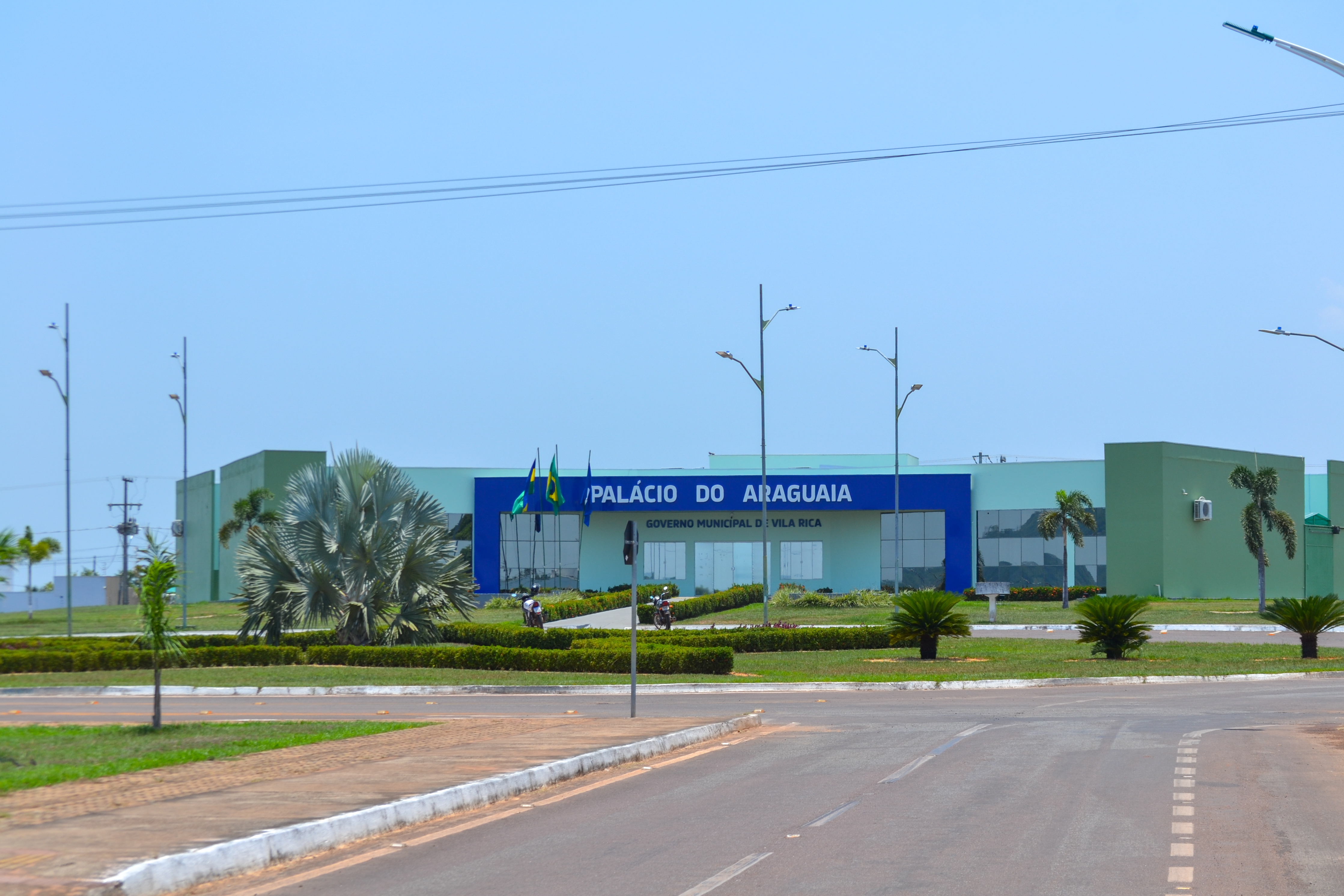
Palácio Araguaia (Prefeitura Municipal)

Vila Rica é um município brasileiro do estado de Mato Grosso. Localiza-se a uma latitude 10º00'42" sul e a uma longitude 51º06'59" oeste, estando a uma altitude de 280 metros. Sua população de acordo com o senso realizado pelo IBGE em 2022 era de 19.888, habitantes, o que representa uma diminuição de 6,99% em relação ao último Censo de 2010.

## História
Vila Rica localiza-se ao nordeste do Mato Grosso, na triplice fronteira com os estados do Pará e do Tocantins. A cidade foi fundada em 1978 pelo Sr. Rubens Rezende Peres e pelo Sr. Alair Álvares Fernandes, que vieram para a região com a Colonizadora Vila Rica. Os fundadores, como proprietários de uma grande área de terras, resolveram edificar no local vários assentamentos de pequenos colonos, assim sendo, dividiu-se a terra  em pequenas propriedades e as colocou à venda juntamente com o INCRA e Banco do Brasil, em sistema de colonização, e em decorrência de qualidade e fertilidade do solo, o negócio teve grande aceitação. A cidade começou então a ser erguida nas terras cedidas pelo Sr. Alair, em sua fazenda Porangaba.
Os primeiros habitantes de Vila Rica vieram de Minas Gerais (daí o nome de Vila Rica) seguidos por colonos de Goiás, Paraná, Santa Catarina, Rio Grande do Sul e em proporção menor de outros estados e países.
A abertura da BR-158 no mesmo ano de 1978, facilitou de sobremaneira o acesso ao lugar, favorecendo a chegada de inúmeras empresas agropecuárias na região. Em 12 de novembro de 1.981, a Lei n.º 4.381, criou o distrito de Vila Rica, com território jurisdicionado ao município de Santa Terezinha. Sua emancipação política deu-se no dia 13 de maio de 1.986  quando a Lei Estadual n.º 5.001, 1.986, de autoria da bancada legislativa do PDS e PMDB, criou município com o seguinte teor. "Artigo n.º 1 – Fica criado o município de Vila Rica, com território desmembrado do município de Santa Terezinha. Artigo n.º 2 – O município ora criado, é composto somente de um distrito, no caso o de sua Sede. Parágrafo Único – O município ora criado somente será instalado com a eleição e posse de prefeito, vice-prefeito e vereadores, de conformidade com a Legislação Federal."
A instalação oficial deu-se no dia 1 de janeiro de 1987. Nesta ocasião tomou posse o primeiro prefeito municipal, Sr. João Rosa do Carmo  e do vice-prefeito Sr.Herminio de Oliveira e os vereadores, eleitos no dia 15 de novembro do ano de 1986. Em 1.988 foi eleito prefeito o médico  Francisco Teodoro de Faria tendo como vice o empresário Adelino Belle. Em 1.992 foi eleito prefeito o veterinario Paulo de Souza Duarte tendo como vice o sindicalista Rovilson Rodrigues. Em 1.996 foi eleito prefeito o pecuarista Leonídio das Chagas tendo como vice o médico  Francisco Teodoro de Faria. Em 2.000 foi eleito prefeito o empresário Naftaly Calisto, o Calistão tendo com vice a professora Aldaci Branbila. Em 2.004 foi eleito prefeito o médico  Francisco Teodoro de Faria tendo como vice o empresário Everaldo Simões. Em 2.008 foi eleito prefeito o empresário Naftaly Calisto, o Calistão tendo com vice o pecuarista Nivaldo Fulanetti. Nas eleições de 2012  a população elegeu o empresário Luciano Marcos Alencar como prefeito e o odontólogo Fabio Yoshinori Fujishige como vice-prefeito. Nas eleições 2016 a população elegeu  Abmael Borges Da Silveira como prefeito e João Salomão Pimenta como vice Prefeito.
O perímetro urbano possui 11 bairros sendo eles, Cidade Jardim, Inconfidentes, Vila Nova, Setor Oeste, Cristo Rei, Bela Vista, Bela Vista II, São Pedro, Tiradentes, Tiradentes II, Independência,  o centro é dividido em Setor Sul e Setor  Norte estes dois últimos formando da sede do Município que possui um traço planejado dando o formato de um sino. Este projeto foi feito pelo engenheiro arquiteto e urbanista, professor da Faculdade de Arquitetura da Universidade Federal de Minas Gerais (UFMG), Cuno Roberto Maurício Lussy, brasileiro e filho de suíços. A cidade é a mais urbanizada do Norte Araguaia sendo que mais de 70 por cento de seus habitantes residem na área urbana, a sede do município é cortada pela BR 158 que após mais de três décadas começa a ser pavimentada, integrando assim o município a todo o sul do Pará e Tocantins, estados limítrofes do mesmo.

## Geografia
Segundo o censo de 2010, sua população era de 21.382 habitantes, sendo o segundo município mais populoso do Norte Araguaia. Possui uma área de 7.431,077 km², o que resulta numa densidade demográfica de 2,88 hab./km². O município encontra-se localizado entre as bacias dos rios Araguaia e Xingu com cerca de cinquenta por cento de suas águas para cada bacia.

### Relevo
A região é formada por grandes planaltos suaves com declividade quase zero cerca de 2% e em algumas áreas caracteriza o relevo ondulado. Entre as serras formam-se grandes vales verdejantes com imensas extensões de terras planas propícias para plantios de grãos e pastagens. O município possuis dorçais da Serra do Roncador e o Monte Umuarama na divisa com o município Santana do Araguaia no Pará e seu maior ponto de altitude, segundo dados extra oficiais o monte possui mais de 500 mts de altura.

### Clima
Apresenta precipitações superiores a 1.800 mm anuais. A temperatura média atinge 27 °C, sendo a máxima 35 °C e a minima 19 °C. Apresenta estiagens durante os meses de inverno (junho a setembro), com efeitos de friagem e fortes chuvas entre dezembro e março.

### Hidrografia
O município possui dois importantes rios da bacia do Araguaia sendo eles o Ribeirão Santana com 176 km que desagua na Barra das princesas e o Rio Crisóstomo que possui um caudal de 215 km, banhando os dois juntos cerca de 50 por cento do município, outros rios menores como o Rio Preto, formam junto com a margem leste do Rio Comandante Fontoura as nascentes responsáveis pelas águas que desaguam no rio Xingu.

### Vegetação
Vila Rica está em uma área de transição entre o Cerrado e a Floresta Amazônica, e foi recentemente palco de um acalorado debate entre ambientalistas e investidores  sobre o Zoneamento Sócio-Econômico Ecológico (ZSEE). O município está em uma das áreas mais desmatadas/devastadas do estado, devido a crescente expansão da fronteira agrícola e também por causa do aumento das pastagens, Vila Rica possuí o 5° maior rebanho bovino do estado com 694.601 de cabeças, segundo dados do INDEA - Instituto de Defesa Animal de MT (2011).

### Aeroporto
Atende as demandas da população principalmente na área da saúde e em casos de urgências. O mesmo foi construído em 1978 pela Colonizadora Vila Rica, para atender as demandas do projeto de colonização. Possui uma pista de terra firme de 1300 metros que pode ser utilizado para aeronaves de pequeno porte, um acordo entre os Governos do município e o do estado prevê a pavimentação das pistas até 2013, mas até o momento (2014) não iniciou as obras de pavimentação.

### Rodovias
- MT-431
- MT-432
- BR-158

## Educação
O município abriga uma unidade da UNEMAT. Possui também 2 escolas estaduais sendo uma delas a maior do Norte Araguaia, além de outras 17 escolas municipais e 2 particulares Colegio Vale do Araguia COC e Pequenos Pensadores.

## Economia
Possuí uma extrema relação comercial principalmente no setor de serviços com as cidades de Goiânia-GO, Araguaina e Palmas - TO, e Redenção - PA, visto que a maioria da população procura as mesmas por serem mais próximas do que Cuiabá, a capital do estado de MT.

## Turismo
São tradicionais os festejos do aniversario do município que acontecem na semana do dia 13 de maio, com várias exposições e apresentações. Outro evento que esta se tornando muito conhecido são os Festejos de São Pedro, padroeiro da cidade, realizados em junho que durante os festejos, ocorre uma prova de atletismo profissional, a corrida de rua de São Pedro.